# Giovanni Marradi
Giovanni Marradi (Livorno, 21 settembre 1851 – Livorno, 6 febbraio 1922) è stato un poeta e scrittore italiano.

## Biografia
Letterato e poeta risorgimentale, celebre per temi patriottici (Rapsodie Garibaldine) e amorosi (Canzoni moderne e Fantasie marine). Studiò a Pisa e Firenze e si distinse nella sua carriera di insegnante in varie università, come ispettore a Massa Carrara e critico letterario.
Inneggiò poeticamente a Guglielmo Oberdan, augurando la maledizione rivoluzionaria degli slavi sull'Impero austro-ungarico.
Fu sepolto nel Famedio di Montenero, a Livorno.

### Opere
- Alcuni versi, Livorno, A. Zecchini, 1870
- Canzoni moderne, Bologna, N. Zanichelli, 1879
- Epicedio, Pistoia, tip. Cino dei f.lli Bracali, 1880
- Fantasie marine, Pistoia, tip. Cino dei f.lli Bracali, 1881
- Mortuaria, Ancona, stab. tip. dell'Ordine, 1881 (estr.)
- A Ezio Foraboschi per le sue nozze con la signorina Augusta Bimbocci. 12 ottobre 1882, Livorno, R. Giusti, 1882
- Canzoni e fantasie, Seconda edizione, Roma, Sommaruga, 1883
- Nozze Foraboschi - Maggio. Versi, Livorno, R. Giusti, 1883
- Ricordi lirici, Roma, A. Sommaruga e C., 1884
- Notturno a due voci. Versi di G. Marradi. Musica di F. Paolo Frontini, Milano, Ricordi, [1885 ca.]

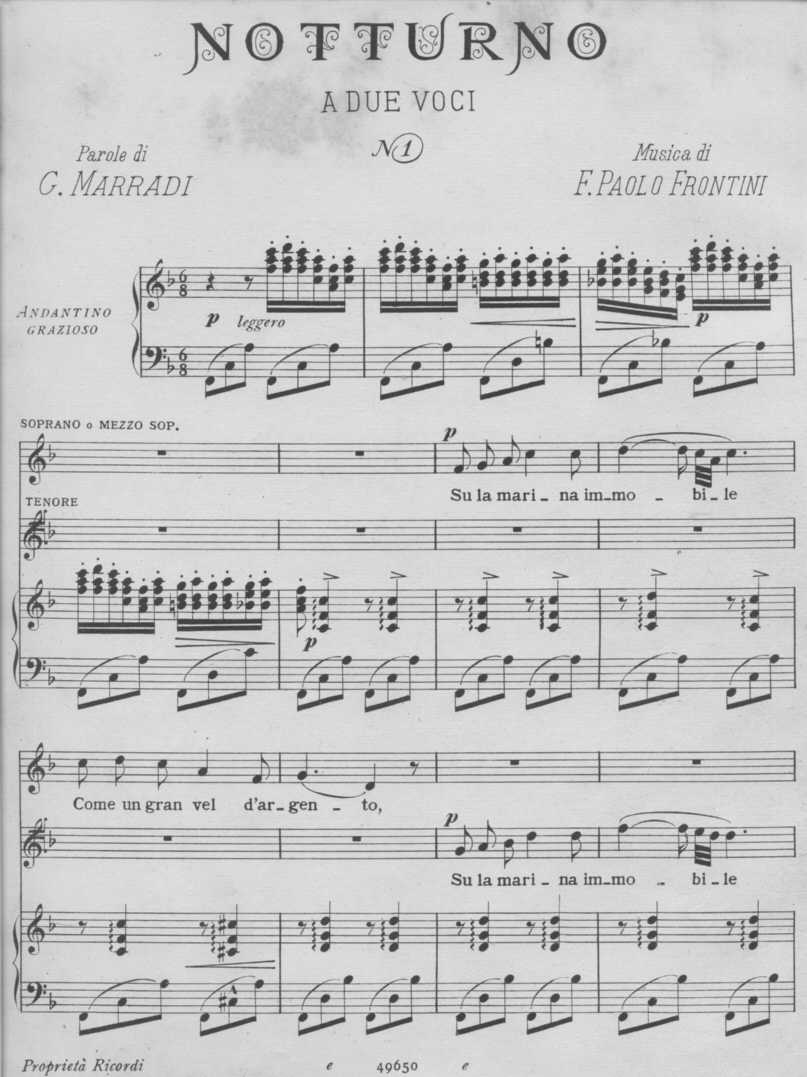
– Collezione Francesco Paolo Frontini

- Poesie, Terza edizione, Torino, C. Triverio, 1887
- Fantasie notturne. I. Serenità; II. Mistero, in: "Rassegna emiliana di storia, letteratura ed arte", I (1888), p.[340]-341
- I. Fantasia notturna; II. Paesaggio invernale, in: "Rassegna emiliana di storia, letteratura ed arte", I (1888), p.[531]-533
- Al d.r prof. Angelo Solerti nel dì felice delle sue nozze con la gentile signorina Angela Saggini bene augurando offono gli amici Giovanni Marradi, Annibale Campani, Matteo Campori, Giovanni Fanti, Modena, Società Tipografica Modenese, 1889
- La poesia italiana contemporanea, Bologna, stab. tip. succ. Monti, 1889 (estr.)
- Montenero. [Versi], Roma, Tipografia della Camera dei deputati, 1889 (estr.)
- Nuovi canti (1885- 1890), Milano, f.lli Treves, 1891
- Ricordi lirici, Milano, Treves, 1893
- Ballate, Livorno, R. Giusti, 1893 (Per nozze Martini - Benzoni)
- Ballate moderne, Roma, E. Voghera, 1894
- 31 decembre 1897, Livorno, P. Ortalli, 1897
- Rapsodia garibaldina (1849), Milano, Verri, 1899
- Ricordo nuziale. Sogni d'autunno, Livorno, P. Ortalli, 1900
- Poesie (1875-1900), Seconda edizione, Firenze, G. Barbera, 1902
- Rapsodia garibaldina (1860), Firenze, G. Barbera, 1903
- Rapsodia garibaldina (1867), Firenze, G. Barbera, 1904
- F.D. Guerrazzi. Discorso letto nel R. Teatro Goldoni in Livorno il 12 agosto 1904, Livorno, R. Giusti, 1904
- Rapsodie garibaldine. Il ritorno dell'eroe; La ritirata; I mille; Mentana; Caprera; Tito Speri, Firenze, Barbera, 1907
- A Lilia Foraboschi nel giorno delle sue nozze con Enrico Lanzetta lo zio Giovanni Marradi, S.l., s.t., 1914
- Poesia della riscossa, Firenze, G. Barbera, 1918